# Зюндерт (бира)
Зюндерт (на нидерландски: Zundert Trappist) е трапистка бира, произведена и бутилирана в пивоварната на траписткото абатство „Abdij Maria Toevlucht“, в близост до град Зюндерт, провинция Северен Брабант, Нидерландия, чието производство започва през 2013 г. „Zundert“ e една от десетте трапистки марки бира, заедно с Achel, Westmalle, Westvleteren, Chimay, Orval, Rochefort, „La Trappe“, „Mont des Cats“ и „Engelszell“, които имат правото да носят знака „Автентичен трапистки продукт“ (Authentic Trappist Product), обозначаващ спазването на стандартите на „Международната трапистка асоциация“.

## История
Абатството „Abdij Maria Toevlucht“ е основано през 1899 г. от монаси от абатство Конингсхуфен, които започват изграждането на дъщерен манастир – приорат. На 24 май 1900 г. е осветен временен параклис. Първоначално общността брои 12 монаси. На 22 юни 1909 монасите са прогонени от манастира и временно намират убежище в абатство Вестмале. След завръщането им общността започва да се увеличава. През 1923 г. е осветена новата манастирска църква. На 14 септември 1934 г. приоратът става абатство. През 1975 г. холандския език става богослужебен език. През 2007 г. абат става Daniël Hombergen. Днес абатството е действащ католически манастир, член на Ордена на цистерцианците на строгото спазване (Ordo Cisterciensis Strictioris Observantiae).
През 2011 г. монасите обявяват плановете си да открият собствена пивоварна в абатството. Първоначалните им намерения са първата им бира да бъде произведена в края на 2012 г. Строителството на манастирската пивоварна се забавя и започва през октомври 2012 г. и приключва през април 2013 г. Пивоварната е оборудвана с инсталация, доставена от Германия.
Пивоварната е наречена „De Kieviet“ на птицата обикновена калугерица, която става и емблема на новата пивоварна. В края на пролетта на 2013 г. е сварена първата полутъмна 8 градусова бира Zundert Trappist, която е официално представена пред публиката на 29 ноември 2013 г. 
Бирата е тъмнокехлибарен ейл в стил „трипъл“ с плодови и бананови нотки в аромата и вкус в който се усещат мед, цитруси и лешници, с дълъг и горчивия послевкус на ароматен хмел и кориандър. 
На заседание на Международната трапистка асоциация на 10.12.2013 г., след извършена проверка на пивоварната, е взето решение за присъждане логото „Автентичен трапистки продукт“ на новата трапистка бира. 